# 夢かもしんない
『夢かもしんない』（ゆめかもしんない）は、星里もちるによる日本の漫画作品。英語表記での題名は"DREAM with GHOST"。『ビッグコミックスペリオール』（小学館）にて1995年18号から1997年17号まで連載された。

## あらすじ
加勢晴夫は妻と娘がいるシステム販売会社の中堅社員。誰もを幸せにする為に自らの多少の無理はする主義だった。それにより家庭に仕事を持ち込み休日も仕事をする羽目となっている。これも妻子の幸せの為だと考えている。しかしその結果、妻や娘との仲は上手くいっていない。その一方で同僚の後輩に気になる女性がいる。
そんなある日、加勢の目の前に見知らぬ女の子の幽霊が現れて、「ハッピーにしてあげる」と宣言する。

## 登場人物
加勢 晴夫（かせ はるお）
株式会社マッスルシステムサービスの杉並局販売促進課に勤務。勤続10数年。毎日を忙しく仕事をしているが、仕事も今ひとつ充実感がなく家庭内も不和である。妻と娘は長野へ住むこととなった為に一人暮らしになる。
実家は福島。子供の頃は女の子に見える容姿で、半人前に見られているとしてコンプレックスを抱き、大人になりたいと思っていた。中学の時、アイドルの夢野すみれの大ファンだった。地元の遊園地での『夢野すみれショー』で出会ったその一月後の昭和50年8月31日、テレビのニュースで夢野すみれ死亡を知り、絶望を感じて川で投身自殺を図ったが未遂に終わった。晴夫は自殺未遂と夢野すみれに関する記憶を全て失い、実家の家族もそれ以後そのことには触れなかった。しかしその時の傷として左頭部に大きな禿があり、時々その部分が痛む。
親会社マッスルコンピュータの大株主である神丘電気の茨城新工場のシステム立ち上げがあり、それまでの評価から抜擢されて本社に異動し派遣される。しかしすみれが茨城には行けないことから、片道2時間半の通勤をする。しかしその結果過労で倒れ、記憶に障害を負ってしまう。
夢野 すみれ（ゆめの すみれ）
20年前のアイドルの幽霊。人や物に触れることは出来ず、人が彼女に触れることも出来ない。壁抜けは自由に出来る。しかし男性トイレへは赤面して出来なかった。生前に行ったことがある地域には行けるが、茨城や長野などそうでない地域には行けない。コンピュータなどは思い通りに操作が出来る。女のカンが鋭い。
本名は木村すみれ。昭和33年6月14日生まれ。静岡県静岡市出身。家は貧乏で、マネージャーの島田曰く「親はろくでもない」とのこと。中学卒業後に歌手になるために単身上京し、ダイアモンドプロに所属する。昭和48年『夢の翼へ』（レコードのB面は『夏休みの二人』）でレコードデビューしたが売れなかった。それまでとは違いプロダクションの方針に沿って出した『おまかせアバンチュール』はヒットし、新人賞受賞。その一方でストレスなどで不眠気味になり、毎日酒を飲むようになっていった。昭和50年（1975年）8月30日に風呂場でテキーラを飲んで溺死。公式発表は病死だが、自殺説も囁かれていた。左利き。
佐藤 ひろみ（さとう ひろみ）
株式会社マッスルシステムサービスの杉並局販売促進課に勤務。販売促進課で初の女性の営業ウーマンで、営業志望で入社してきた。しかし実際は就職氷河期で競争率が低い営業を選んだ。加勢宅の近所の荻窪に住んでいる。自家用車は89年式のいすゞ・ジェミニ（3代目）。
同僚の加勢に恋心を抱き、告白する。加勢以外にすみれの存在を知る唯一の人物。しかし姿も見えず会話も出来ない。恋敵が加勢の妻のみならず死んだ人であると自覚する。冬子曰く、「細面で眼鏡で少年みたいな目で笑う」のがめちゃタイプ。しかし加勢に失恋したことで同じタイプの古谷と交際したこともあった。
加勢 美佐子（かせ みさこ）
加勢晴夫の妻。妻子のためとして晴夫は仕事に精を出すが、行き違いが多く苛立ちから晴夫に辛く当たってしまい不仲になっている。しかし晴夫が浮気するとは思っていない。元同僚が長野で起業したことで、息詰まりそうな生活を変えるために働きに出ることを切り出す。晴夫は当初反対したもののその後に和解し、1年との約束で娘を連れて長野に赴任する。
加勢 真奈（かせ まな）
加勢の娘。物語の初日が10歳の誕生日の翌日だった。現代っ子だが、母・美佐子を気遣いする一方で父・晴男にも気遣いを欠かさない。母が長野の会社で仕事を始めるに当たって、仕事で多忙の父には自分の面倒をきちんと見られないと分かり、母と一緒に長野へ行く事に同意する。しかし東京の中学に通う予定。父の会社の同僚・山崎とは保育園の頃に会っている。

### マッスルコンピュータ
IT関連企業の大手。神丘電気が大株主。その一部門として、パソコンを中心としたシステムの販売と保守を業務とするマッスルシステムサービスがある。

#### マッスルシステムサービス
マッスルコンピュータの一部門の株式会社。杉並局販売促進課に物語の主要人物である加勢と佐藤が在籍する。この2人は上述のため、それ以外を以下に挙げる。長野への社員旅行時の杉並局販売促進課の人数は14人。ライバル会社としてオーハラ機器と競合するが、加勢曰く「売り上げ主義でろくなサービスマンがいない」とのこと。
山崎（やまざき）
株式会社マッスルシステムサービスの杉並局販売促進課に勤務。加勢の後輩。仕事はあまり出来ないと周囲には思われている。アイドルマニアで、アイドル事典をCD-ROMで出すことが夢。アイドルの資料は紛失を恐れて貸さない主義。恋人募集中で、相川冬子が企画した合コンで相川と会い恋仲になる。婚約し、過去に加勢宅を訪問したときの好印象から加勢夫妻に仲人の依頼をする。
蔵野
イヤミが多く、業績は横取りし責任は部下に被せる、典型的な駄目上司。杉並局局長から部長に昇進したことで経費の使用制限が緩くなり、浮かれて私用で使うことが多くなった。国分寺に在住。新人研修生の有吉に目をつけてセクハラを行っていた。
今田
株式会社マッスルシステムサービスの杉並局販売促進課に勤務。修理（サービス）担当。男性。
野村
株式会社マッスルシステムサービスの杉並局販売促進課に勤務。事務担当。女性。
有吉 景子
株式会社マッスルシステムサービスの杉並局販売促進課の新人研修生。女性。東小金井に両親と住んでいる。実は横沢専務の実姉の娘。
森脇
株式会社マッスルシステムサービスの杉並局販売促進課の新人研修生。男性。

### マッスルコンピュータ本社
横沢 専務
マッスルコンピュータ本社の専務。加勢の評判を聞き、神丘電気の新茨城工場へ派遣する社員に加勢を抜擢する。
吉本
株式会社マッスルシステムサービスの本社に勤務。広報担当。男性。コンピュータエキスポの責任者。

### その他の個人関係
相川 冬子
佐藤ひろみの大学からの友人。独り言が多く、加勢は「おもしろいお友達」、「めちゃめちゃ濃い、影だけど」と評した。会社には適齢期の同僚がおらず、恋人募集中。その後、自分が企画した合コンで出会った山崎の第一印象は「へんな奴だけど今までに見たことないタイプ」で、恋仲になり婚約する。
松本
加勢の大学の同じ桂木ゼミの先輩。ソフトウェア開発者で、マツモトランドソフトの社長。松本らが作ったソフトウェアを販売する為に起業したのがマツモトランドで、従業員600人、年商100億円の企業となっていた。しかし、ムチで社員を従わす松本に対し、専務はアメで社員を使う性格で、急成長したこともあり社としての組織構造が欠落している。
その言動から社の内外に限らず反感を買っており、敵が多い。自分を犠牲にして波風を立てない加勢の対極にいる人物。しかし松本は加勢を高く買っており、ヘッドハンティングを持ちかける。加勢曰く「無理も我慢もしないで自由にハッピーに生きている」らしいが、すみれは「ハッピーじゃない」と見抜く。
岡村専務の工作でマツモトランドの社長を解任されたが、松本の本音は社長ではなくソフトウェアの開発する時間が欲しかった。新たに（有）パピプソフトを起業する。社員僅か3人でコンピュータエキスポに出展し、「くるくるハンター」でベストソフトウェア賞を受賞。急成長する。
島田
芸能プロダクションの島田プロの社長。コンピュータエキスポでマッスルコンピュータのブースにコンパニオンを派遣してきた。今は無き芸能プロダクションのダイアモンドプロで夢野すみれの担当マネージャだった。スカウトして育てたすみれは島田の夢だった。すみれの死の原因となった加勢を恨むと共に自分を責めている。すみれには大人の事情だと無理強いをしていた反省からか、コンパニオンの不平不満やトラブルを柔和になだめるようになっていた。
古谷
佐藤が加勢に失恋し仕事に精を出した矢先に知り合った顧客の男性。加勢に似た容貌に加え、ゲームのプロデューサーの夢を語る古谷にひろみは心を惹かれるが、そんな彼に対し加勢は嫉妬の念を抱く。佐藤と古谷を偶然見かけた冬子は、加勢に対して「古谷っていう男はヤバイ。胸の中にムカムカした感じがする」と指摘し、ひろみをしっかりつかまえておくように忠告する。結局、古谷は自ら抱えた借金を返済するためにひろみを騙し、納入されたコンピュータの代金600万円を踏み倒して行方を暗ます。
岡村
マツモトランドソフトの専務。起業した時からの社員のようだ。松本とは呼び捨てにする仲のようだが、現在の状況から役職で呼び合っている。
第一開発室室長
マツモトランドソフトの第一開発室に勤務。「ミラクルワード バージョン7」の開発責任者。キャプテンワードに金銭と移籍を前提としてミラクルワードのプログラムを持ち出す機会を作ろうと、開発を故意に遅らせている。
キャプテンワード
（株）キャプテンワードはマツモトランドソフトの真似ばかりしている会社。マツモトランドソフトの開発室室員を引き抜き、そしてマツモトランドソフトが開発中のミラクルワードのソースコードを手に入れようとした。
東西電気
運営が上手くいっていないマツモトランドソフトに役員を送り込む。

### マッスルシステムサービスの顧客
立東美大
加勢のお得意さん。今後の納入の為に通い続け、5台のコンピュータを試験導入してもらった。上原教授はコンピュータに疎く馬の耳に念仏。接待や付け届けに弱い。コンピュータの管理などの実質責任者は坂井助教授。オーハラ機器の付け届けで教授の意向が傾いていたところ、蔵野が席を設けて接待したことで加勢は手柄の半分持っていかれた。
山中宣行
加勢のお得意さん。豪快な性格。社長は草野球チームを持っている。
（有） 森不動産
加勢のお得意さん。女性（社長? ）が加勢に好意を抱いており、何かにつけて加勢を誘う。しかし加勢は鳥肌が立つとのこと。
（株） 山田印刷
佐藤が初めて売り上げた顧客。老夫婦で営んでいる小さな印刷屋。佐藤を気に入り一人息子『つよし』の嫁にと思っているが、その息子は24年前に事故で亡くしている。つよしの命日には休業して、つよしの遺影を前にして夫婦で話をして故人を偲んでいる。
第4巻以降、山田印刷として度々登場する人物が、山中宣行の社長にとても似ている。同名他社か。
ハジメ商事
比較的大きな企業。加勢が代役で頼まれたパソコン教室の講師をした縁で、山吹常務取締役と知り合い、60台のシステムを受注する。見積もり比較でオーハラ機器を推す部下に対し、今後の保守を重要視して加勢の人柄を買っている。その後、他の大口の顧客となる社長を紹介してもらった。
ブライダルサービス
加勢がハジメ商事の矢吹常務に紹介された。古谷の件での生じた損失を埋め合わせる様に、加勢が営業を行い実績を佐藤に付けさせるために担当させた。支店を持つ比較的大きな企業。
アゲハテクニカル
佐藤の担当。名前しか登場しないが、他の星里もちる作品の『結婚しようよ』では主人公が所属する大企業である。

## 単行本
いずれも小学館ビッグコミックスで、全5巻。巻数の後ろの「」内は巻の副題。
- 第1巻 「ハッピーにしてあげる。」（1996年6月1日発行、平成7年18号～8年2号連載分。）ISBN 4-09-184231-3
- 第2巻 「本当は好きなんだ。」（1997年2月1日発行、平成9年3号～8年11号連載分。）ISBN 4-09-184232-1
- 第3巻 「ずっといっしょに…」（1996年11月1日発行、平成8年12号～8年20号連載分。）ISBN 4-09-184233-X
- 第4巻 「知らない所へ。」（1997年7月1日発行、平成8年21号～9年6号連載分。）ISBN 4-09-184234-8
- 第5巻 「抱きしめたい」（1997年12月1日発行、平成9年7号～9年17号連載分。）ISBN 4-09-184235-6